# Grintschach, Glanegg
Grintschach je naselje v Občini Glanegg v Okraju Trg na Koroškem v Avstriji.